# Athens (Wisconsin)
Athens is een plaats (village) in de Amerikaanse staat Wisconsin, en valt bestuurlijk gezien onder Marathon County.

## Demografie
Bij de volkstelling in 2000 werd het aantal inwoners vastgesteld op 1095. In 2006 is het aantal inwoners door het United States Census Bureau geschat op 1065, een daling van 30 (-2,7%).

## Geografie
Volgens het United States Census Bureau beslaat de plaats een oppervlakte van 6,3 km², geheel bestaande uit land. Athens ligt op ongeveer 427 m boven zeeniveau.

## Plaatsen in de nabije omgeving
De onderstaande figuur toont nabijgelegen plaatsen in een straal van 24 km rond Athens.